# Drasty
Drasty jsou vesnice, částa města Klecany v okrese Praha-východ. Nachází se asi 1 kilometr jižně od vesnice Vodochody, v nadmořské výšce 300 až 320 metrů.

## Historie
První písemná zmínka o Drastech pochází z roku 1305; v té době byl majitelem osady jistý Mladota. Další zmínka je z roku 1316 kdy byl učiněn záznam v půhonní knize o sporu mezi Domaslavem z Drast a Mladoněm z Klecan. Z roku 1385 pochází zápis z Desek zemských, tehdy královský lovčí Ctibor Tlama prodal tvrz pražskému měšťanu, mistru Janovi, od nějž ji roku 1415 koupil královský kuchař Hanuš Frank a roku 1437 Jošt z Kačice. O tvrzi existují písemné záznamy až do roku 1482, kdy byl zaznamenán poslední majitel Jiří Chmelický z Chmelic.

## Současnost
V Drastech se nachází památkové chráněný zemědělský dvůr, rybník a asi dvě desítky domů. Počátkem roku 2018 pozemky s areálem zemědělského dvora zakoupily sestry z kláštera řádu bosých karmelitek z Prahy-Hradčan; od konce roku 2018 začaly zpustlé objekty adaptovat na své nové sídlo. V létě 2021 zde archeologové z Ústavu archeologické památkové péče středních Čech při záchranném archeologického průzkumu nalezli mj. zbytky středověké chlebové pece (pod podlahou bývalého chléva se špýcharovým patrem). Všechny nálezy pocházejí z raného středověku (z 11.–13. stol.), takže historie osídlení Drast je daleko starší, než sahají první písemné zmínky.

## Doprava
Dopravní spojení s Prahou zajišťují autobusy systému PID č. 374 na lince Praha-Kobylisy - Máslovice.

## Pamětihodnosti
- Zemědělský dvůr – areál hospodářského dvora zámku z druhé poloviny 18. století a z první poloviny 19. století, jehož jádro tvoří tzv. pansky dům (zámek čp. 1)[5]

## Galerie

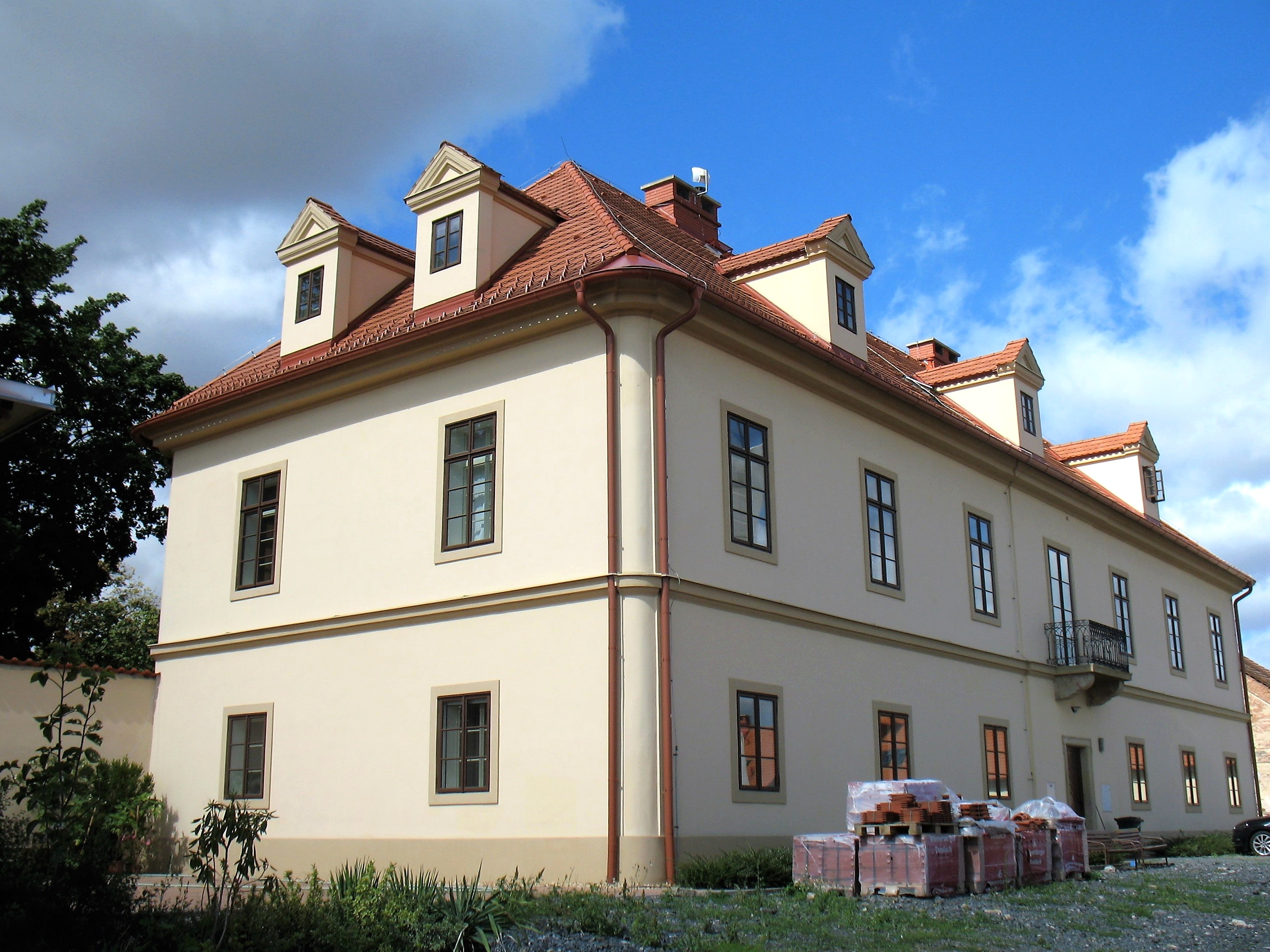
Zámek
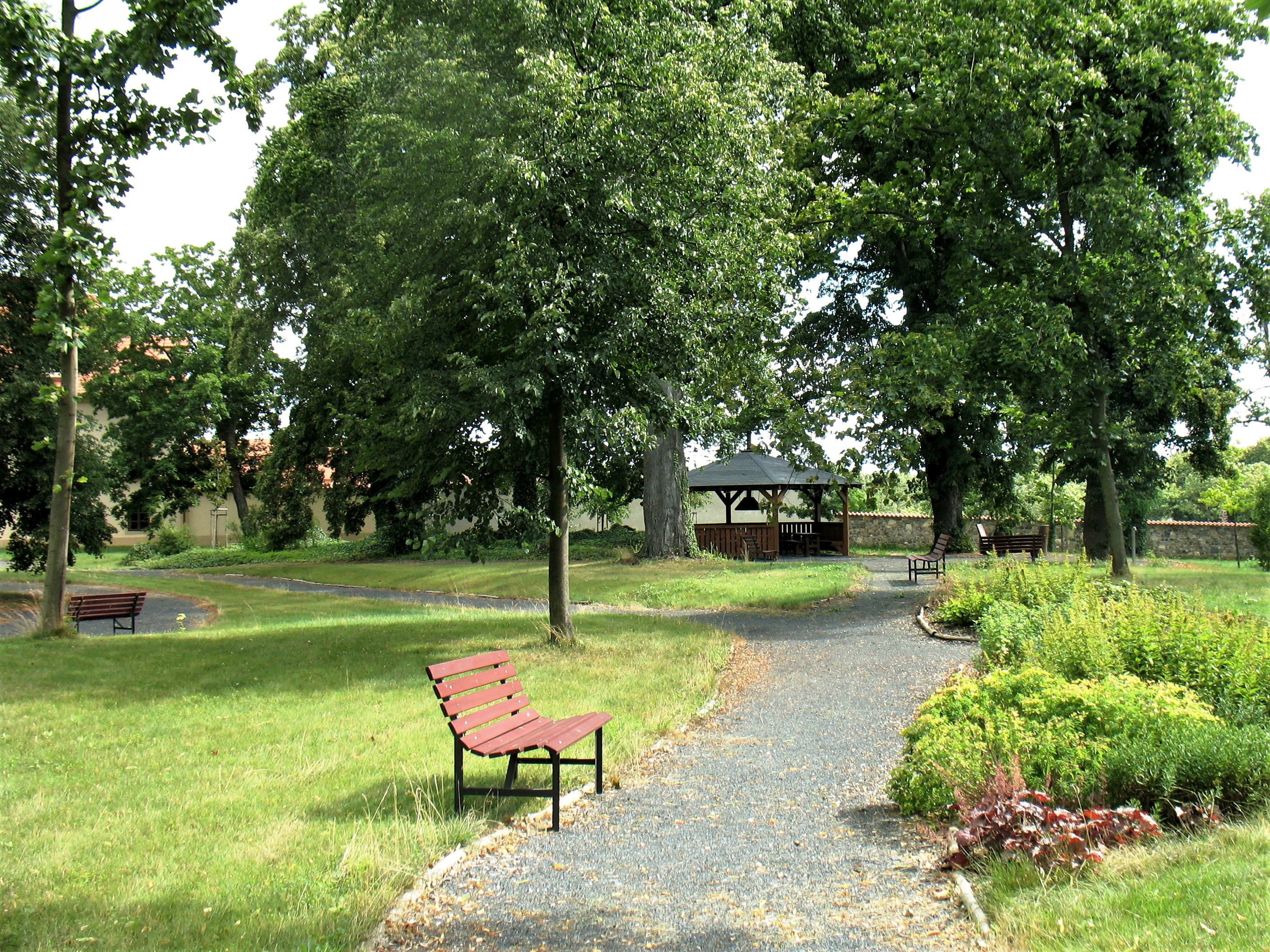
Klášterní zahrada
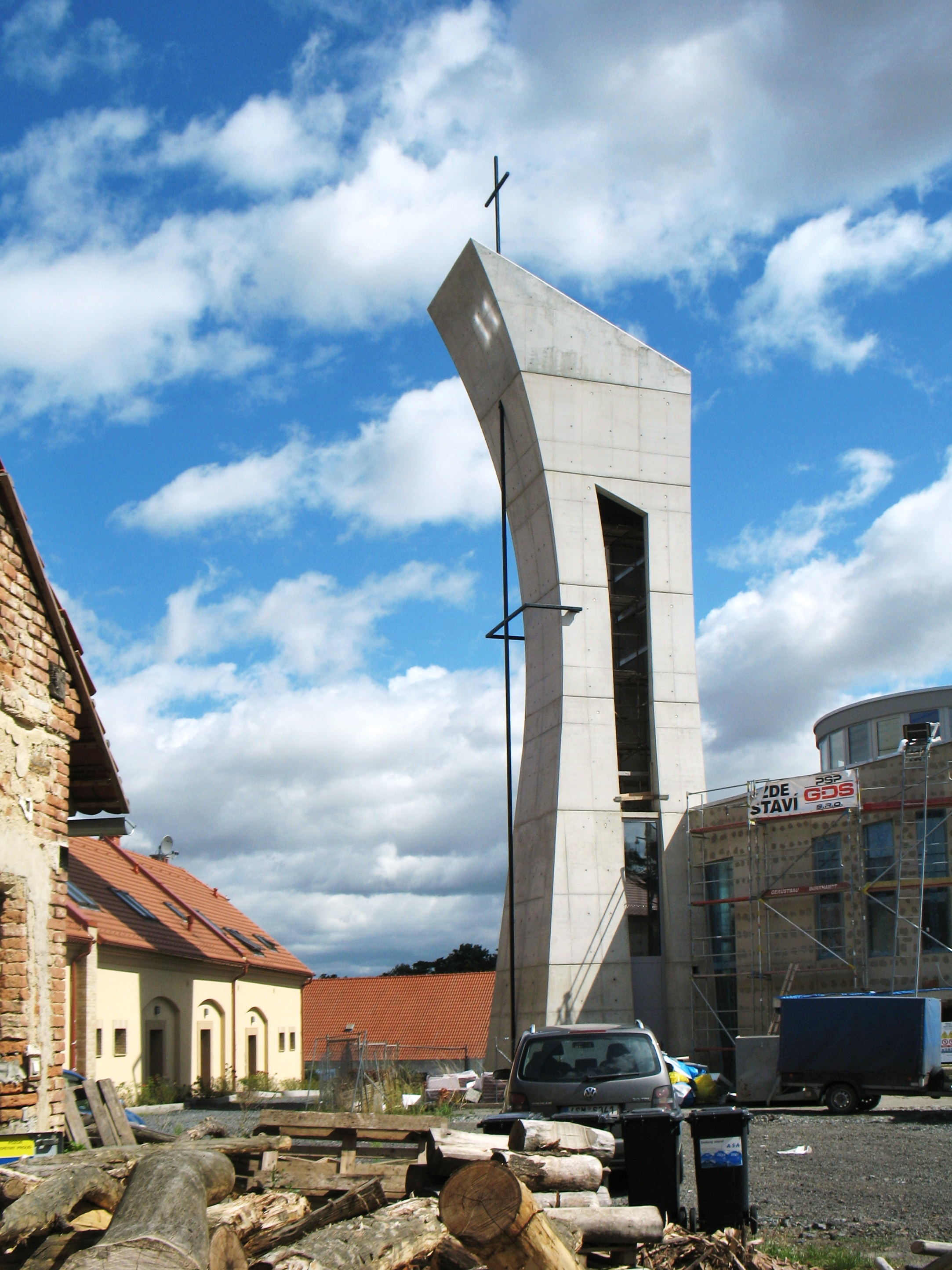
Zvonice v areálu nového kláštera
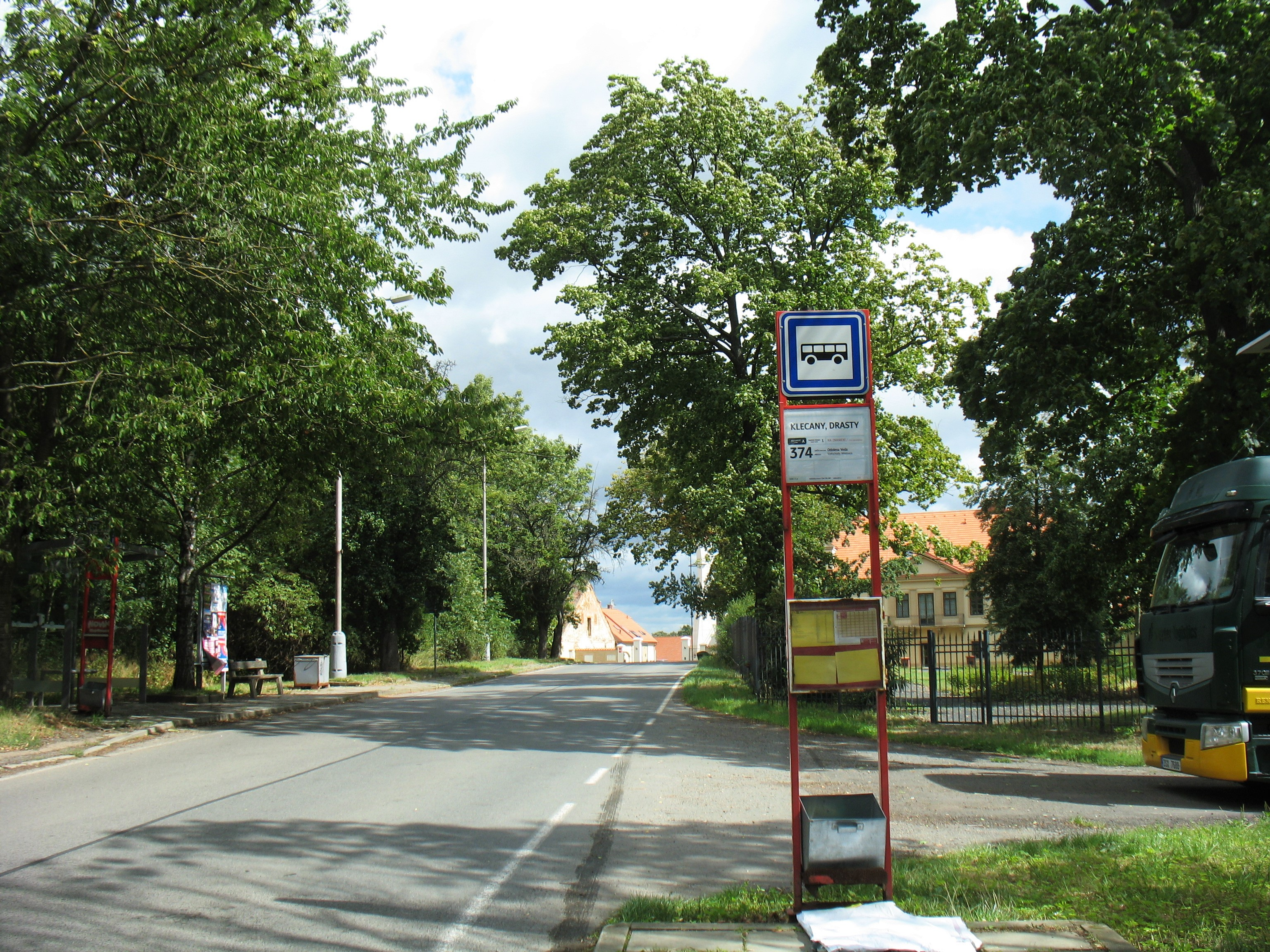
Autobusová zastávka Klecany, Drasty
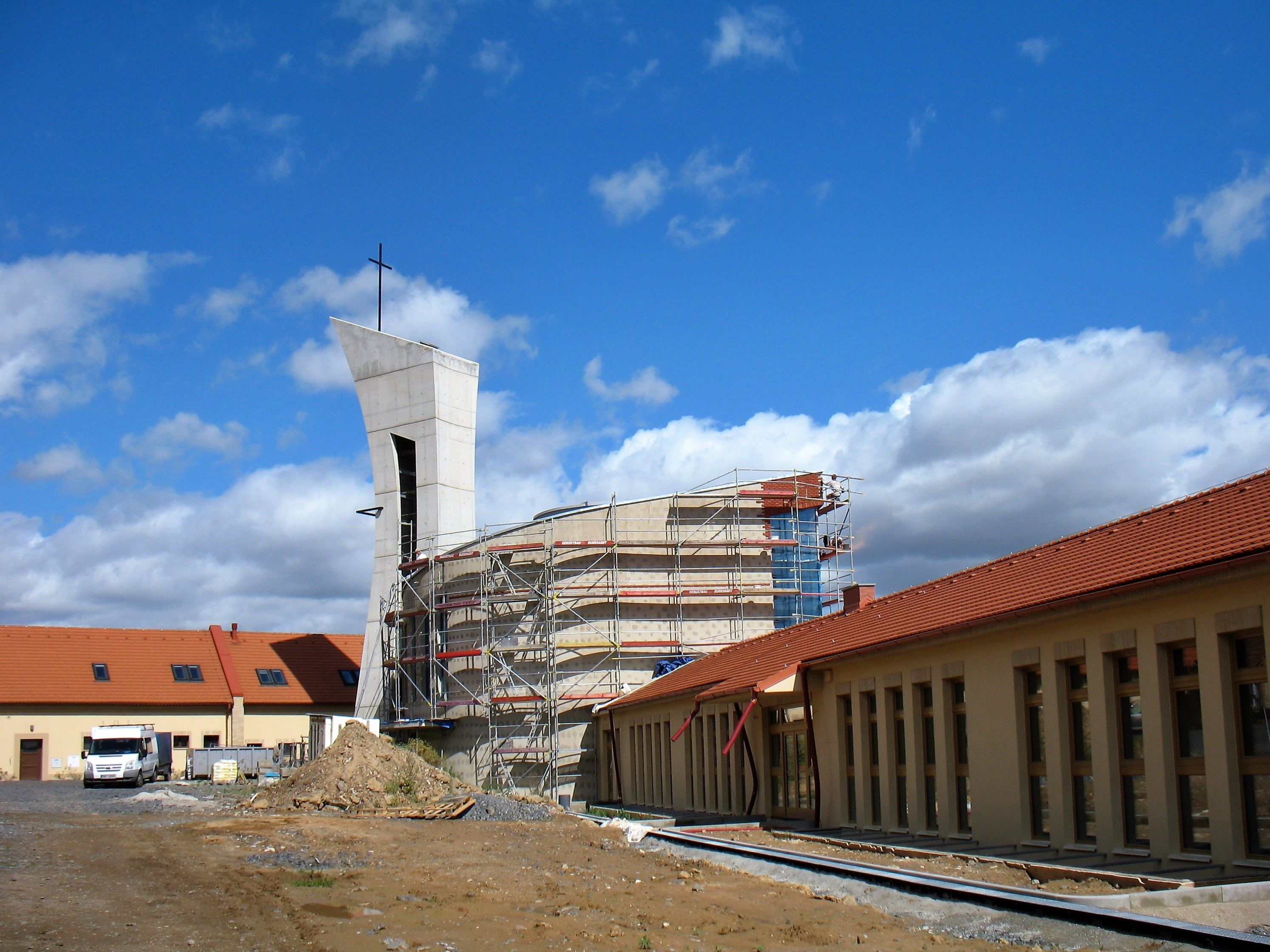
Klášter bosých karmelitek